# Centra czułości
Centra czułości – miejsca na powierzchni ziaren bromku srebra (AgBr) w warstwie emulsji błony fotograficznej, w których pod wpływem światła następuje rozpad AgBr na brom i metaliczne srebro. 
AgBr + hν → Ag + Br· - reakcja rozpadu bromku srebra pod wpływem światła
W ten sposób powstaje obraz utajony.